# 舟尾鉄膓
舟尾 鉄膓（舟尾 鐵膓、ふなお かねやす、1868年6-7月（明治元年5月） - 1923年（大正12年）12月12日）は、大日本帝国陸軍軍人。最終階級は陸軍少将。功四級。

## 経歴・人物
出羽国（現・山形県）出身。1891年（明治24年）陸軍士官学校第2期卒業。翌年、陸軍歩兵少尉に任官する。
1913年（大正2年）1月に野砲兵第20連隊長、同年8月に陸軍砲兵大佐を経て、1918年（大正7年）7月に陸軍少将に進級と同時に待命、翌年の1919年（大正8年）1月に予備役に編入した。